# Maoricrambus oncobolus
Maoricrambus oncobolus là một loài bướm đêm trong họ Crambidae.